# 1792
| 1792                        |
| --------------------------- |
| Dødsfald - Fødsler          |
| • Begivenheder • Litteratur |

| Gregoriansk kalender | 1792 MDCCXCII           |
| Ab urbe condita      | 2545                    |
| Armensk kalender     | 1241 ԹՎ ՌՄԽԱ            |
| Kinesiske kalender   | 4488 – 4489 辛亥 – 壬子 |
| Etiopisk kalender    | 1784 – 1785             |
| Jødisk kalender      | 5552 – 5553             |
| Hindukalendere       |                         |
| - Vikram Samvat      | 1847 – 1848             |
| - Shaka Samvat       | 1714 – 1715             |
| - Kali Yuga          | 4893 – 4894             |
| Iransk kalender      | 1170 – 1171             |
| Islamisk kalender    | 1207 – 1208             |

Konge i Danmark: Christian 7. 1766-1808
Se også 1792 (tal)

## Begivenheder

### Februar
- 5. februar - Sultan Tippo Sahib af Mysore afstår efter krig med England halvdelen af sit rige
- 7. februar - Østrig og Preussen indgår alliance vendt mod Frankrig

### Marts
- 16. marts - Christian 7. udsteder "Forordning om Neger-Handelen", der forbyder rigets undersåtter at handle med Negere eller Negerinder, at transportere dem på skibe eller indføre Negere og Negerinder til de Vestindiske Øer. Forordningen træder dog først i kraft 1. januar 1803[1]
- 16. marts - Kong Gustav 3. af Sverige bliver skudt af Johan Jacob Anckarström ved et maskebal på operaen. Han dør 29. marts.
- 27. marts - Efter gensidig udveksling af trusler og ultimatum erklærer Frankrig krig mod Østrig, og dermed også Preussen som er i alliance med dem; Frankrig er nærmest helt isoleret i Europa efter revolutionen

### April
- 20. april - Frankrig erklærer krig mod Østrig, hvilket bliver starten på de franske revolutionskrige
- 25. april - guillotinen bliver brugt første gang i Frankrig. Nicolas Jacques Pelletier, en tidligere straffet, bliver henrettet for voldeligt røveri

### Maj
- 15. maj - den første koalitionskrig indledes ved Frankrigs krigserklæring mod Kongeriget Sardinien
- 17. maj - 24 New York City-børsmæglere mødes i Wall Street og etablerer byens første børs med værdipapirer (senere New York Stock Exchange)

### Juni
- 1. juni – Kentucky bliver optaget som USA's 15. stat

### Juli
- 31. juli - Grundstenen lægges til Frihedsstøtten på Vesterbro i København. Den rejses til minde om ophævelsen af Stavnsbåndet fire år forinden

### August
- 13. august - Ludvig 16. af Frankrig arresteres af Nationalforsamlingen og erklæres en fjende af folket

### September
- 21. september - Frankrig bliver republik og tager afsked med monarkiet
- 22. september - Republikken Frankrig udråbes, og den revolutionære kalender indføres. Alle franskmænd skal nu tiltales "borger" eller "borgerinde"

### Oktober
- 13. oktober – I Washington D.C., USA nedlægges grundstenen til "Det Hvide Hus", som er tegnet af James Hoban

### November
- 14. november - som den første englænder ankommer kaptajn George Vancouver til San Franciscobugten
- 24. november - den franske revolutionskalender indføres og er i brug indtil 1806

## Født
- 17. februar - Karl Ernst von Baer, tyskbaltisk zoolog (død 1876).
- 29. februar – Gioacchino Rossini, italiensk komponist (død 1868).
- 4. august – Percy Bysshe Shelley, engelsk digter (død 1822).

## Dødsfald
- 23. februar – Joshua Reynolds, maler og medstifter af Royal Academy (født 1723)
- 4. august - John Burgoyne, britisk general og forfatter (født 1723)
- 25. september – Adam Gottlob Moltke, dansk greve og overhofmarskal (født 1710)